# Liste der Landschaftsschutzgebiete im Kreis Mettmann
Die Liste der Landschaftsschutzgebiete im Kreis Mettmann enthält die Landschaftsschutzgebiete des Kreises Mettmann in Nordrhein-Westfalen.

## Liste
| Nummer        | Bezeichnung des Gebietes                                                    | Raum- einheit | Fläche in Hektar | WDPA- Karte | Koordinaten | Jahr der Verordnung | Bild           |
| ------------- | --------------------------------------------------------------------------- | ------------- | ---------------- | ----------- | ----------- | ------------------- | -------------- |
| LSG-4606-0008 | LSG Scheider Bruch                                                          | B             | 246,2757         | 555554626   | Position    | 1984                |                |
| LSG-4606-0048 | LSG Kleinebruch                                                             | B             | 9,1186           | 555554641   | Position    | 1984                |                |
| LSG-4606-0049 | LSG Lintorfer Mark                                                          | B             | 57,3322          | 555554642   | Position    | 1984                |                |
| LSG-4606-0050 | LSG Teich und Wald bei Gratenpoet (sprich: „Gratenpoot“ – siehe Dehnungs-e) | B             | 17,8895          | 555554643   | Position    | 1984                |                |
| LSG-4607-0001 | LSG Ratinger Stadtwald Nord-Ost                                             | B             | 887,9503         | 555554645   | Position    | 1984                |                |
| LSG-4607-0002 | LSG Rinderbach/Wordenbeckerbach                                             | B             | 72,4628          | 555554646   | Position    | 1984                |                |
| LSG-4607-0003 | LSG Anger/Laubecker Bach                                                    | B             | 174,9488         | 555554647   | Position    | 1984                |                |
| LSG-4607-0004 | LSG Anger/Laubecker Bach                                                    | A             | 26,9416          | 555554648   | Position    | 1984                |                |
| LSG-4607-0005 | LSG Mühscheider Feld/Breitscheider Bach                                     | B             | 105,2799         | 555554649   | Position    | 1984                |                |
| LSG-4607-0006 | LSG Zechenbach                                                              | B             | 52,5377          | 555554650   | Position    | 1984                |                |
| LSG-4607-0007 | LSG Linneper Heide/Hummelsbach                                              | B             | 40,3681          | 555554651   | Position    | 1984                |                |
| LSG-4607-0008 | LSG Vogelsangbach                                                           | B             | 294,2466         | 555554652   | Position    | 1984                |                |
| LSG-4607-0009 | LSG Quellbereich Dickelsbach                                                | B             | 3,4633           | 555554653   | Position    | 1984                |                |
| LSG-4607-0010 | LSG Angertal                                                                | B             | 246,0763         | 555554654   | Position    | 1984                |                |
| LSG-4607-0011 | LSG Anger und Nebenbäche                                                    | B             | 349,055          | 555554655   | Position    | 1984                |                |
| LSG-4607-0012 | LSG Ratinger Stadtwald Süd-West                                             | B             | 975,3383         | 555554656   | Position    | 1984                |                |
| LSG-4607-0013 | LSG Asbach/Vossnacken                                                       | C             | 280,5928         | 555554657   | Position    | 1984                |                |
| LSG-4607-0014 | LSG Siepe bei Tüschen                                                       | B             | 32,2945          | 555554658   | Position    | 1984                |                |
| LSG-4608-0001 | LSG Kressenberg                                                             | C             | 20,7821          | 555554672   | Position    | 1984                |                |
| LSG-4608-0002 | LSG Nierenhof-Ost                                                           | C             | 17,6008          | 555554673   | Position    | 1984                |                |
| LSG-4608-0003 | LSG Niederbergisches Hügelland                                              | C             | 2602,8594        | 555554674   | Position    | 1984                |                |
| LSG-4608-0004 | LSG Asbach/Vossnacken                                                       | C             | 486,5733         | 555554675   | Position    | 1984                |                |
| LSG-4608-0005 | LSG Rinderbach/Wordenbeckerbach                                             | C             | 32,577           | 555554676   | Position    | 1984                |                |
| LSG-4608-0006 | LSG Hefel/Nordpark                                                          | C             | 141,2596         | 555554677   | Position    | 1984                |                |
| LSG-4608-0007 | LSG Wilhelmshöhe Süd                                                        | C             | 66,4641          | 555554678   | Position    | 1984                |                |
| LSG-4608-0008 | LSG Brandenberger Siepe                                                     | C             | 75,939           | 555554679   | Position    | 1984                |                |
| LSG-4608-0009 | LSG Wald bei Langenberg Spring                                              | C             | 14,8126          | 555554680   | Position    | 1984                |                |
| LSG-4608-0010 | LSG Südlich Eigenerbach-Klärteich                                           | C             | 177,7527         | 555554681   | Position    | 1984                |                |
| LSG-4608-0011 | LSG Tönisheide Süd                                                          | C             | 55,8843          | 555554682   | Position    | 1984                |                |
| LSG-4608-0012 | LSG Helsbeck                                                                | C             | 13,276           | 555554683   | Position    | 1984                |                |
| LSG-4608-0013 | LSG Schlupkothen-Lohbach                                                    | C             | 191,6008         | 555554684   | Position    | 1984                |                |
| LSG-4608-0014 | LSG An der Beek                                                             | C             | 9,8363           | 555554685   | Position    | 1984                |                |
| LSG-4608-0015 | LSG Jungfernholz                                                            | C             | 27,6246          | 555554686   | Position    | 1984                |                |
| LSG-4608-0016 | LSG Langenholz                                                              | C             | 165,6516         | 555554687   | Position    | 1984                |                |
| LSG-4706-0001 | LSG Westlich Schwarzbach                                                    | B             | 93,0165          | 555555025   | Position    | 1984                |                |
| LSG-4706-0002 | LSG Schwarzbach West                                                        | B             | 125,5838         | 555555026   | Position    | 1984                |                |
| LSG-4707-0001 | LSG Laubachtal                                                              | A             | 6,2656           | 555555031   | Position    | 1984                |                |
| LSG-4707-0002 | LSG Bruchhauser Graben                                                      | A             | 12,2618          | 555555032   | Position    | 1984                |                |
| LSG-4707-0003 | LSG Schwarzbach Oberlauf                                                    | A             | 197,6878         | 555555033   | Position    | 1984                |                |
| LSG-4707-0004 | LSG Spiekerbach                                                             | A             | 35,8312          | 555555034   | Position    | 1984                |                |
| LSG-4707-0005 | LSG Obmettmann-Erbach                                                       | A             | 204,6806         | 555555035   | Position    | 1984                |                |
| LSG-4707-0006 | LSG Aussenbürgerschaft                                                      | A             | 85,011           | 555555036   | Position    | 1984                |                |
| LSG-4707-0007 | LSG Oberlauf des Hasselbaches                                               | A             | 28,2011          | 555555037   | Position    | 1984                |                |
| LSG-4707-0008 | LSG Stinderbachtal                                                          | A             | 204,1946         | 555555038   | Position    | 1984                |                |
| LSG-4707-0009 | LSG Mettmann Süd-Ost                                                        | A             | 54,4394          | 555555039   | Position    | 1984                |                |
| LSG-4707-0010 | LSG Terrassenlandschaft                                                     | A             | 268,345          | 555555040   | Position    | 1984                |                |
| LSG-4707-0011 | LSG Täler von Düssel und Mettmanner Bach                                    | A             | 629,801          | 555555041   | Position    | 1984                |                |
| LSG-4707-0012 | LSG Bruchhausen                                                             | A             | 13,7598          | 555555042   | Position    | 1984                |                |
| LSG-4707-0013 | LSG Sedentaler Bach/Eickerter Busch                                         | A             | 39,0141          | 555555043   | Position    | 1984                |                |
| LSG-4707-0014 | LSG Mahnerter Bach                                                          | A             | 176,4606         | 555555044   | Position    | 1984                |                |
| LSG-4707-0015 | LSG Eselsbach                                                               | A             | 60,6857          | 555555045   | Position    | 1984                |                |
| LSG-4707-0016 | LSG Oberlauf des Hühnerbaches                                               | A             | 73,2793          | 555555046   | Position    | 1984                |                |
| LSG-4707-0017 | LSG Ankerweg                                                                | A             | 119,4608         | 555555047   | Position    | 1984                |                |
| LSG-4707-0018 | LSG Schwarzbach Oberlauf                                                    | B             | 246,4154         | 555555048   | Position    | 1984                |                |
| LSG-4707-0019 | LSG Spiekerbach (Krumbach)                                                  | B             | 32,0575          | 555555049   | Position    | 1984                |                |
| LSG-4707-0020 | LSG Hasselbeck/Schwarzbach                                                  | B             | 498,2682         | 555555050   | Position    | 1984                |                |
| LSG-4707-0021 | LSG Obmettmann-Erbach                                                       | C             | 7,6362           | 555555051   | Position    | 1984                |                |
| LSG-4707-0022 | LSG Oberlauf des Diepensieper Baches                                        | A             | 63,7189          | 555555052   | Position    | 1984                |                |
| LSG-4708-0001 | LSG Steinbruch Fricken/Frickenhaus                                          | C             | 22,1104          | 555555053   | Position    | 1984                |                |
| LSG-4708-0003 | LSG Gruiten Nord-Ost/Hahnenfurth                                            | A             | 453,1298         | 555555055   | Position    | 1984                |                |
| LSG-4708-0004 | LSG Wiesenbach                                                              | A             | 8,5371           | 555555056   | Position    | 1984                |                |
| LSG-4708-0005 | LSG Oberhaan                                                                | A             | 13,1714          | 555555057   | Position    | 1984                |                |
| LSG-4708-0006 | LSG Holzer Bach                                                             | C             | 64,8625          | 555555058   | Position    | 1984                |                |
| LSG-4708-0007 | LSG Wiesenbach                                                              | C             | 61,7272          | 555555059   | Position    | 1984                |                |
| LSG-4708-0008 | LSG Viehbach, Götsche, Krüdersheide, Graven, Feldhaus, Im Torfbruch         | D             | 299,8834         | 555555060   | Position    | 1984                |                |
| LSG-4708-0009 | LSG Oberer Eigenerbach                                                      | C             | 7,8645           | 555555061   | Position    | 1984                |                |
| LSG-4708-0010 | LSG Obere Düssel                                                            | C             | 139,5374         | 555555063   | Position    | 1984                |                |
| LSG-4807-0005 | LSG Hildener Stadtwald/Itter                                                | A             | 76,9664          | 555555216   | Position    | 1984                |                |
| LSG-4807-0006 | LSG Düsseldorfer Stadtwald                                                  | D             | 23,0804          | 555555217   | Position    | 1984                |                |
| LSG-4807-0007 | LSG Hilden Süd-West                                                         | D             | 364,3045         | 555555218   | Position    | 1984                |                |
| LSG-4807-0008 | LSG Urdenbacher Altrhein                                                    | D             | 68,2717          | 555555219   | Position    | 1984                | weitere Bilder |
| LSG-4807-0009 | LSG Kaiserbusch/Furth/Hapelrath/Galkhausen/Reusrath/Mittelheide             | D             | 268,4239         | 555555220   | Position    | 1984                | weitere Bilder |
| LSG-4807-0010 | LSG Hildener Stadtwald/Itter                                                | D             | 492,8969         | 555555221   | Position    | 1984                |                |
| LSG-4807-0011 | LSG Kiesgrube Baumberg                                                      | D             | 10,6165          | 555555222   | Position    | 1984                |                |
| LSG-4807-0012 | LSG Wälder östlich Monheim                                                  | D             | 164,7693         | 555555223   | Position    | 1984                |                |
| LSG-4807-0013 | LSG Rheinufer                                                               | D             | 244,1738         | 555555224   | Position    | 1984                |                |
| LSG-4807-0014 | LSG Wenzelberg/Spürklen                                                     | D             | 83,3059          | 555555225   | Position    | 1984                |                |
| LSG-4907-0007 | LSG Schloss Laach                                                           | D             | 99,2176          | 555555354   | Position    | 1984                |                |
| LSG-4907-0008 | LSG Monheimer Aue                                                           | D             | 263,5982         | 555555355   | Position    | 1984                |                |
| LSG-4907-0009 | LSG Widdauen                                                                | D             | 32,7979          | 555555356   | Position    | 1984                |                |